# 1082 Пірола
1082 Пірола (1082 Pirola) — астероїд головного поясу, відкритий 28 жовтня 1927 року.
Тіссеранів параметр щодо Юпітера — 3,190.
Назва від латинської назви роду лат. Pirola родини вересових.